# БАД-1
БАД-1 (Боевая автодрезина 1-го типа) — советский опытный лёгкий по массе бронеавтомобиль-дрезина межвоенного периода. Был построен в 1931 году в единственном экземпляре.

## История создания
Бронеавтомобиль был создан конструкторским бюро технического отделения экономического отдела полномочного представительства ОГПУ при Ленинградском военном округе. Стимул к его созданию — опыты по установке грузового автомобиля Ford AA на железнодорожный ход в 1931 году. Принимая 15 человек на борт, эта машина развивала максимальную скорость до 80 км/ч, а смена хода занимала всего 20 минут. Конструкторы предложили наладить с помощью подобных грузовиков переброску войск и, как дальнейшее развитие, создать на его основе бронеавтомобиль.

## Описание конструкции

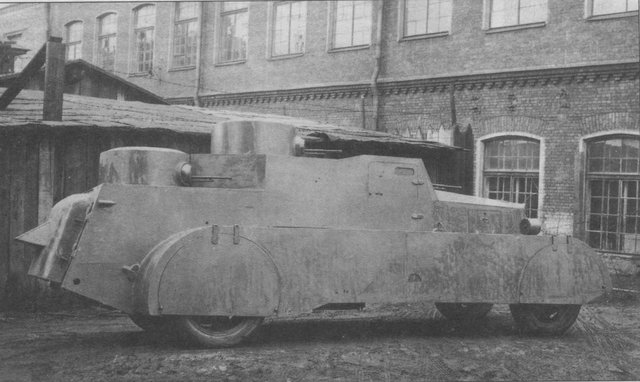
Бронеавтомобиль БАД-1, вид справа. 1931 год. Хорошо видно размещение вооружения

Работы по созданию такой бронемашины, получившей название БАД-1 («боевая автодрезина», может также расшифровываться как «бронеавтомобиль-дрезина»), начались осенью того же года. Инженеры установили на модифицированном шасси Ford AA с усиленными передними рессорами корпус, собиравшийся из катаных бронелистов при помощи сварки и стальных уголков. Толщина брони в лобовой части и заслонок смотровых щитков составляла 10 мм, корпуса и башни — 6 мм, крыши и бронекоробки ходовой части — 4 мм, что было типичным для любого танка того времени. Размещение вооружения напоминало бронеавтомобиль «Мгебров-Уайт» 1915 года создания: на крыше боевого отделения (в средней части корпуса) размещалась цилиндрическая башня с пулеметом ДТ в шаровой установке, ещё одна башня идентичной конструкции была установлена на корме (над задней дверцей корпуса) рядом с двумя баллонами по 15 литров с жидкостью для дымопуска, а третий пулемет был установлен в лобовом листе корпуса (справа от места водителя). Также в укладке между сидениями водителя и переднего пулеметчика на специальных стойках размещались ещё два запасных пулемета ДТ. Экипаж БАД-1 состоял из 4 человек (три пулеметчика и водитель). Переход с обычного на железнодорожный ход при помощи домкрата и стальных бандажей занимал 10 минут. Для растаскивания завалов на корме машины стальные крюки.

## Служба и боевое применение
Сборка БАД-1 прошла за 36 дней, и в октябре-ноябре 1931 года бронемашина успешно прошла испытания в районе Ленинграда. По подвижности она уступала БА-27, но это неудивительно: бронеавтомобиль-дрезина применялся только для внутреннего использования. В декабре машина принята на вооружение пограничной охраны постоянного представительства ОГПУ в ЛВО. В начале 1930-х годов БАД-1 можно было видеть на военных парадах, где он шёл в одном строю с другими бронеавтомобилями. Дальнейшая судьба БАД-1 неизвестна.